# Амог (автомат)
Амог или AMOGH — индийский автомат (автоматический карабин, персональное оружие самообороны), разработанный компанией Ordnance Factories Board. Является дальнейшим развитием автомата «Экскалибур», созданного на основе INSAS. Схож в конструкции с пистолетом-пулемётом MSMC.

## Описание
Автомат разработан компанией Ordnance Factory Board под патрон 5,56 × 30 мм MINSAS. Основан на принципе отвода пороховых газов и поворотном затворе с длинным ходом поршня. Масса незаряженного автомата — 2,95 кг. Эффективная дальность стрельбы — 200 м при скорострельности в 700 пуль/мин. Ствольная коробка изготовлена из штампованного металла; пистолетная рукоятка, цевьё и склад — из чёрного лёгкого полимерного материала. Ствол — 330 мм, хромированный. Система боепитания — коробчатые магазины из полимера на 30 патронов с прозрачными стенками, которые позволяют стрелку узнать, сколько патронов осталось в магазине. Затворная рукоять находится слева, выбрасыватель заимствован у INSAS. Доступны два режима ведения огня — одиночный и непрерывный. На карабине установлен механический прицел, небольшая планка позволяет устанавливать различные оптические прицелы. Прилагается штык

## Пользователи
- Индия
  -  Военно-морские силы Индии[5]
  -  Береговая охрана Индии[англ.] (с начала 2010-х)[6]
  - Центральная резервная полиция Индии (для использования в операциях в штате Джамму и Кашмир)[7]